# Topfmine
Die Topfmine war eine  Panzerabwehrmine der Wehrmacht im Zweiten Weltkrieg.

## Geschichte
Die Topfmine wurde 1944 als  Panzerabwehrmine in die Wehrmacht eingeführt und bis zum Ende des Zweiten Weltkriegs verwendet. Sie war nicht nur eine metallarme Mine, sondern völlig metallfrei, da ihr Gehäuse aus Pressstoff (Holzmehl/Teergemisch) war und sie einen chemischen Zünder in einer Glasampulle hatte. Damit war sie mit Metallsuchgeräten nicht zu orten.

## Funktionsweise
Die Mine, die verdeckt oder offen abgelegt wurde, löste durch Druck auf die Druckplatte auf dem gesamten Deckel aus. Zum Auslösen der Mine war eine Last von 150 Kilogramm nötig.